# كريستين جوميس
كريستين جوميس (3 فبراير 1968 بباريس في فرنسا - ) (بالفرنسية: Christine Gomis)‏ هي لاعبة كرة سلة فرنسية في مركز الوسط.

## وصلات خارجية
- كريستين جوميس على موقع الاتحاد الدولي لكرة السلة (الإنجليزية)